# Capias

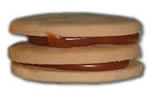
Capias cordobesas.

Se denomina capia a una golosina originaria de los valles Calchaquíes y zonas cercanas, en las provincias argentinas de Salta, Jujuy y Catamarca. Consisten en unos alfajores hechos con harina de maíz capia, una especie de maíz blanco (no precocido) con mucho almidón. Estos alfajores se rellenan con dulce de leche. 
Se llama también capia un alfajor originario de los departamentos de Santa María y Belén,de la provincia de Catamarca  provincia de Argentina, que consiste en un alfajor hecho con tres tapas o discos unidos con dulce de leche. La masa es distinta de la capia de Salta, Jujuy y Cordoba ya que se utiliza la harina de trigo cultivada en Belén y se encuentra en la localidad de Belén que se llama Los Molinos, en dónde se muele la harina con molinos hechos de piedras además es el alfajor más demandado en la época del festival Nacional e Internacional del Poncho realizado en la provincia de Catamarca Capital en los meses de julio y agosto.

## Ingredientes
- Masa: manteca, harina, harina de maíz capia, azúcar, leche.
- Relleno: dulce de leche

## Información nutricional
| Porción x 40 g (corresp. a 1 unidad) | Cantidad por Porción | % VD (*) |
| ------------------------------------ | -------------------- | -------- |
| Valor energético                     | 136 kcal = 571 kJ    | 6.8%     |
| Carbohidratos                        | 23 g                 | 8%       |
| Proteínas                            | 2 g                  | 3%       |
| Grasas totales                       | 4 g                  | 7%       |
| Grasas saturadas                     | 1 g                  | 5%       |
| Grasas trans                         | 0 g                  |          |
| Fibra alimentaria                    | 0,1 g                | 0.4%     |
| Sodio                                | 38 mg                | 1.5%     |

(*) % Valores Diarios, con base a una dieta de 2000 kcal u 8400 kJ . Sus valores diarios pueden ser mayores o menores dependiendo de sus necesidades energéticas.